# يوزيف زابو
يوزيف زابو (بالمجرية: Szabó József)‏ (11 مايو 1896 في المجر - 17 مارس 1973) هو مدرب كرة قدم ولاعب كرة قدم مجري في مركز الدفاع. شارك مع منتخب المجر لكرة القدم. أما مع النوادي، فقد لعب مع نادي بورتو ونادي فيرينتسفاروشي ونادي ماريتيمو وناسيونال ماديرا وزومباثلي هالاداس ‏.

## وصلات خارجية
- يوزيف زابو على موقع عالم كرة القدم.نت (الإنجليزية)